# Guro (distrito)

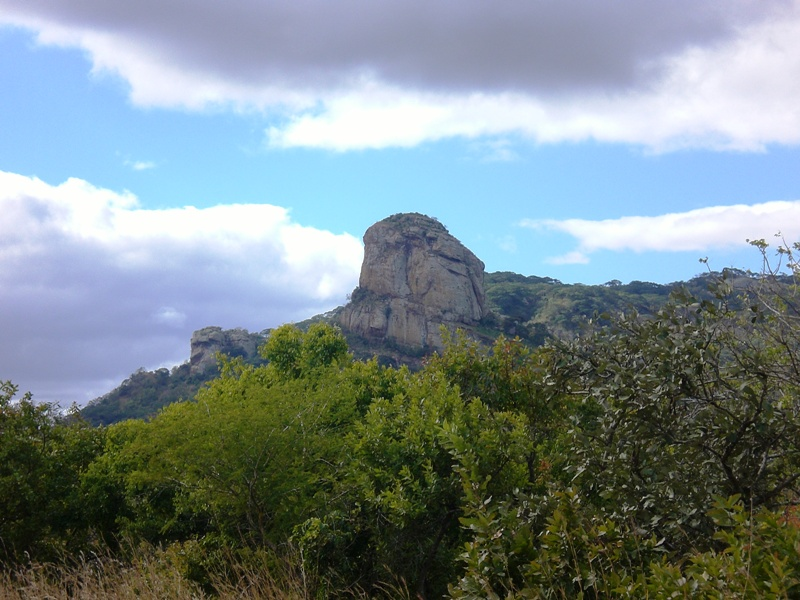
Monte Calinga-Muci

Guro é um distrito da província de Manica, em Moçambique, com sede na vila de Guro também chamada Sanga ou Guro-Sede. Tem limite, a norte e a oeste com o distrito de Changara da província de Tete, a sudoeste com o distrito de Bárue, a sul e sudeste com o distrito de Macossa, a leste com o distrito de Tambara e a nordeste com o distrito de Moatize da província de Tete.
De acordo com o Censo de 1997, o distrito tem 45 680 habitantes e uma área de 6 920 km², daqui resultando uma densidade populacional de 6,6 h/km².
Pelo Decreto-Lei nº 61/75 de 3 de Junho, durante o Governo de Transição (de 7 de Setembro de 1974 a 25 de Junho de 1975) o distrito foi transferidos da província de Sofala para esta província (que então se chamava Vila Pery).

## Divisão Administrativa
O distrito está dividido em quatro postos administrativos (Guro, Mandie, Mungari e Nhamassonge), compostos pelas seguintes localidades
- Posto Administrativo de Guro:
  - Sanga
  - Bunga[1]
- Posto Administrativo de Mandie:
  - Demaufe
  - Massangano
- Posto Administrativo de Mungari:
  - Bamba-Chitondo
  - Chivuli
  - Mungari
- Posto Administrativo de Nhamassonge:
  - Nhacaduzuduzu
  - Tanda